# Theuma andonea
Theuma andonea är en spindelart som beskrevs av Lawrence 1927. Theuma andonea ingår i släktet Theuma och familjen Prodidomidae.
Artens utbredningsområde är Namibia. Inga underarter finns listade i Catalogue of Life.